# Чухалов, Магомед Магомедалиевич
Магомед Магомедалиевич Чухалов (род. 11 марта 1992, Махачкала) — российский и казахстанский борец греко-римского стиля.

## Карьера
В десятилетнем возрасте записался в секцию вольной борьбы при школе имени Гамида Гамидова, где его первыми наставниками стали Омарасхаб Курамагомедов и Анвар Магомедгаджиев. Под их руководством Магомед Чухалов выиграл медаль первенства России по младшим юношам, после чего, в 2007 году, переехал жить в Ростов-на-Дону. Там поступил в училище олимпийского резерва и начал заниматься уже греко-римской борьбой у Ашота Закарьяна. В 2009 году на чемпионате Европы среди кадетов стал бронзовым призёром, обыграв в схватке за 3 место азербайджанца Гусейнкули Гюлюмджанова. В августе 2010 года на II всероссийской летней спартакиаде молодёжи стал чемпионом. В 2011 году стал чемпионом Европы среди кадетов. В сентябре 2012 года стал серебряным призёром чемпионата мира среди юниоров в Таиланде, где из-за травмы он не смог в финале с азербайджанцем Джейхуном Алиевым продолжить поединок. С 2012 года находился вне национальной сборной России, выступал на различных турнирах лишь от Дагестана. В 2015 году сменил спортивное гражданство и стал представлять Казахстан. 15 января 2016 года стал чемпионом Казахстана. В финале весовой категории до 66 кг он одержал уверенную победу над Асхатом Жанбыровым со счётом 6:1. В марте 2016 года едва не отобрался на Олимпиаду в Рио-де-Жанейро, заняв третье место.

## Достижения

### За Россию
- Чемпионат Европы среди кадетов 2009 — ;
- Чемпионат Европы среди юниоров 2011 — ;
- Чемпионат мира среди юниоров 2012 — ;

### За Казахстан
- Чемпионат Казахстана по греко-римской борьбе 2016 — ;